# Au bas de l'échelle
Au bas de l'échelle est un téléfilm français réalisé par Arnaud Mercadier et diffusé pour la première fois le 8 novembre 2010 sur TF1.

## Synopsis
Thibaut est un brillant diplômé, doublé d'un fils à papa snob. Bercé depuis tout petit dans un monde confortable, des amis et une fiancée à la hauteur de sa condition sociale, son père tient à ce qu'il prenne la succession au poste de président de l'usine dont la famille est propriétaire. A une condition: qu'il passe six mois au bas de l'échelle, en travaillant comme simple ouvrier de sa propre usine, sous une fausse identité, et qu'il renonce pendant tout ce temps au luxe auquel il était habitué. A l'usine, il rencontre la belle Mariette…

## Fiche technique
- Réalisation : Arnaud Mercadier
- Scénario : Fabienne Lesieur
- Musique : La Grande Sophie
- Pays d'origine :  France
- Durée : 90 minutes
- Date de première diffusion : 8 novembre 2010 (TF1)

## Distribution
- Vincent Elbaz : Thibaut Morvanec
- Claude Brasseur : Paul Morvanec
- Héléna Noguerra : Mariette
- Bernadette Lafont : Annie Morvanec
- Lionel Abelanski : Gilou
- Julie de Bona : Alicia
- Emmanuel Noblet : Cyril
- Cyrille Eldin : Adrien
- Edgar Givry : Julien Daubé
- Claudia Tagbo : Stephe
- Gérard Loussine : Max Prieur
- Marc Legras : Pierrot
- Jim Adhi Limas : Patron asiatique
- Laurence Arné : Iris
- Juliette Hemono : Lili
- Franck Beckmann : Forain
- Moussa Oudjani : Médecin
- Cyrille Debard : Portier
- Jeff Bigot : Homme loft
- Carine Kermin : Femme loft
- Patrick Hauthier : Sam
- Florian Mallet : garçon de café

## Audience
Le téléfilm a réalisé un très bon score le lundi 8 novembre 2010 sur TF1, en réunissant 7 925 000 téléspectateurs et 30,4 % de part d'audience.